# Аккерманн, Аннели
Аннели Аккерманн (Annely Akkermann) - эстонский политик, член Рийгикогу, министр финансов в 2022—2023 годах.
Родилась 5 октября 1972 года в коммуне Кихну.
Окончила Пярнускую среднюю школу № 1 имени А. Якобсона (1990, с серебряной медалью) и экономический факультет Тартуского университета (2009).
Членство в партиях: 2002—2018 гг. Союз Отечества/Союз Isamaa и Res Publica; с 23 августа 2018 г. — Партия реформ Эстонии.
В 1990—1991 годах — секретарь Пярнуского коммерцбанка. Член правления АО «Кихнуранд» (1991—2006); член правления Avatud Kihnu Fond SA (1992—2015); член правления паромной компании Kihnu Veeteed (2002—2005).
В 2005—2009 гг. старейшина волости Кихну; в 2009—2011 гг. вице-мэр Пярну по вопросам финансов.
Член правления OÜ Luited (2011—2022) и OÜ Eystra Yachts (2017—2022).
В 2011—2015 гг. депутат XII Рийгикогу, член комиссии по окружающей среде и специальной комиссии по контролю за государственным бюджетом.
В 2021—2022 гг. член XIV Рийгикогу, член финансового комитета и специальной комиссии по контролю за государственным бюджетом.
С 19 октября 2022 до 17 апреля 2023 года министр финансов во втором правительстве Каи Каллас ( сменила ушедшего в отставку Кейта Пентуса-Розиманна).
С 2023 г. член XV Рийгикогу, председатель финансовой комиссии.
Семья: разведена, трое детей: сын и две дочери.